# Damsel (pel·lícula del 2024)
Damsel és una pel·lícula de fantasia dirigida per Juan Carlos Fresnadillo protagonitzada per Millie Bobby Brown, Nick Robinson, Angela Bassett, Robin Wright, Ray Winstone, Brooke Carter i Shohreh Aghdashloo. L'estrena estava prevista pel 13 d'octubre de 2023 a Netflix, però es va endarrerir fins al 8 de març del 2024 a causa de la vaga de guionistes als Estats Units. S'ha subtitulat al català.

## Premissa
Brown interpreta una damisel·la obedient que accepta casar-se amb un príncep només per descobrir que tot era una trampa: la família reial la va reclutar com a sacrifici per pagar un deute antic. Llavors és llençada a una cova amb un drac que llança foc, confiant únicament en el seu enginy i la seva voluntat de sobreviure.